# Aichach-Friedberg járás
Aichach-Friedberg járás egy járás Bajorországban. Aichach-Friedberg járás Augsburg, Augsburg, Neuburg-Schrobenhausen, Pfaffenhofen an der Ilm, Dachau, Fürstenfeldbruck, Landsberg am Lech és Donau-Ries járásokkal határos. Lakosainak száma 128 435 fő (2013. december 31.).

## Népesség
A járás népessége az elmúlt években az alábbi módon változott:
| Lakosok száma | 81 786 | 101 792 | 127 250 | 128 435 | 129 294 | 130 916 | 131 399 | 132 596 |
|               | 1970   | 1987    | 2012    | 2013    | 2014    | 2015    | 2016    | 2017    |